# Cylindrinotus
Cylindrinotus är ett släkte av skalbaggar som beskrevs av Franz Faldermann 1837. Cylindrinotus ingår i familjen svartbaggar.
Släktet innehåller bara arten Cylindrinotus laevioctostriatus.